# 14 juni
14 juni is de 165ste dag van het jaar (166ste dag in een schrikkeljaar) in de gregoriaanse kalender. Hierna volgen nog 200 dagen tot het einde van het jaar.

## Gebeurtenissen
- Algemeen

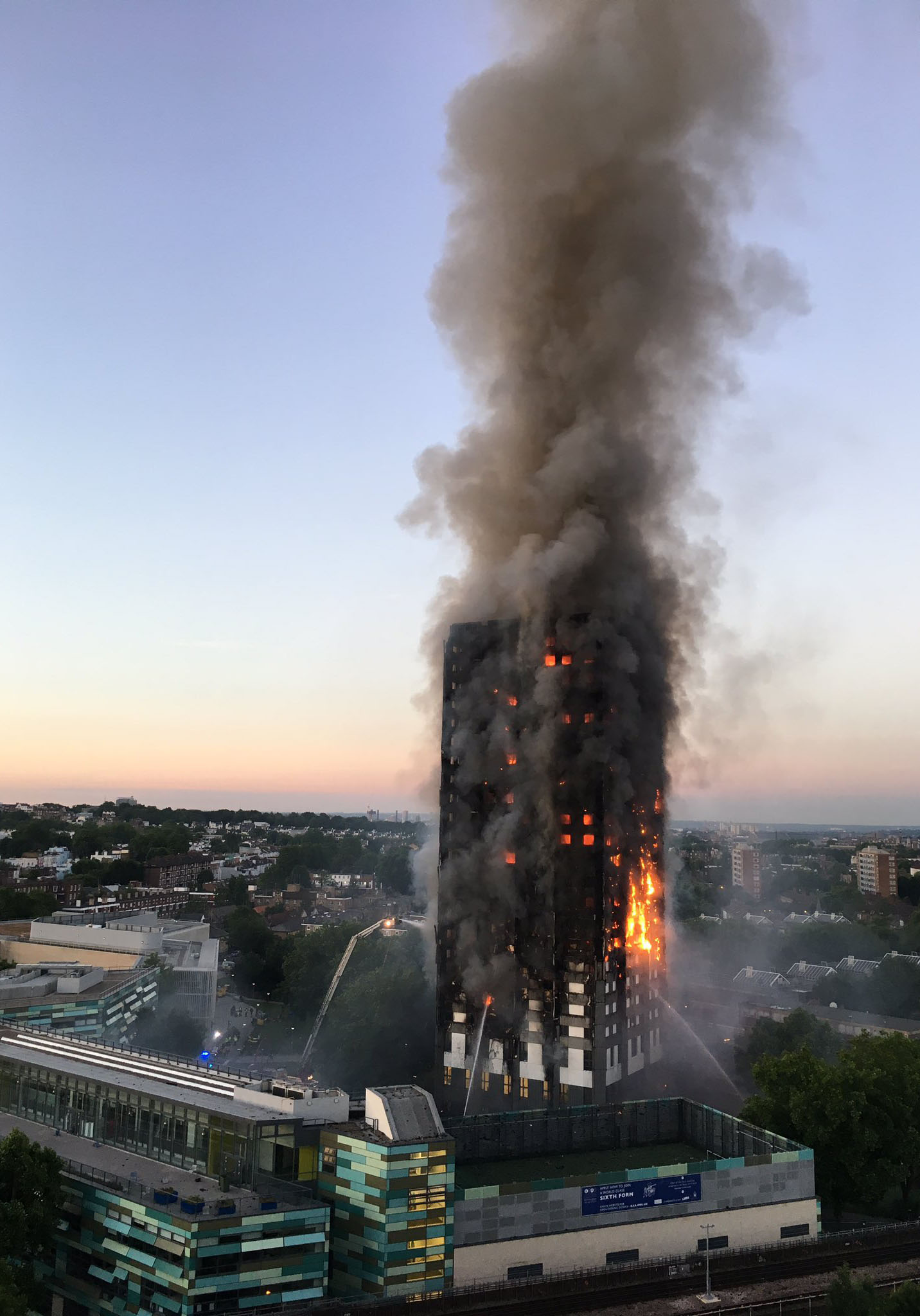
De brand in de Grenfelltoren

  - 1789 - De over boord gezette kapitein en bemanning van de HMAV Bounty bereiken Timor.
  - 1984 - Door bomaanslagen op elektriciteitsmasten zit twee derde van de elf miljoen Chilenen tot anderhalf uur zonder elektriciteit. De aanslagen worden opgeëist door de linkse guerrillabeweging Patriottisch Front Manuel Rodriguez.
  - 2004 - Dale Parker Anderson richt het Gay and Lesbian Kingdom of the Coral Sea Islands op.
  - 2011 - Duizenden reizigers op binnenlandse vluchten in het zuidoosten van Australië hebben voor de derde dag op rij te maken met vertragingen door een aswolk, afkomstig van de Chileense vulkaan Puyehue.
  - 2017 - Brand in de Grenfelltoren in Londen, een woontoren met 24 verdiepingen. Ten minste 30 doden en veel gewonden zijn daarvan het gevolg. Aangenomen wordt dat alle 58 vermisten zijn overleden.
  - 2022 - Canada en Denemarken beëindigen het, overigens geweldloze, conflict over het 1,3 km² grote Hanseiland gelegen in de straat van Nares. Elk van de landen wordt officieel eigenaar van de helft van het eiland.[1]
  - 2023 - Voor de kust van Griekenland komen zeker 79 migranten die de EU probeerden te bereiken om het leven als hun boot kapseist en zinkt. De boot zou zijn vertrokken vanuit de omgeving van Tobroek (Libië), met Italië als bestemming.[2]
- Economie
  - 2000 - Georgië treedt toe tot de Wereldhandelsorganisatie.
- Infrastructuur
  - 1918 - De Nederlandse regering besluit de Zuiderzeewerken te gaan uitvoeren.
- Criminaliteit en veiligheid
  - 1985 - TWA-vlucht 847 wordt gekaapt door de Hezbollah.
- Media
  - 1923 - Warren G. Harding gebruikt als eerste Amerikaanse president de radio.
- Oorlog
  - 1645 - Slag bij Naseby: grote overwinning van Oliver Cromwell op Karel I.
  - 1777 - Stars and Stripes wordt als vlag aangenomen door het congres van de Verenigde Staten. Elk van de 13 sterren en strepen staat voor een van de voormalig Britse kolonies die zijn verenigd door de Amerikaanse Onafhankelijkheidsverklaring van 4 juli 1776.[3]
  - 1800 - Napoleon Bonaparte behaalt een klinkende overwinning op de Oostenrijkers in de Slag bij Marengo.
  - 1940 - Duitsland valt Parijs binnen tijdens de Tweede Wereldoorlog.
  - 1940 - Het eerste officiële gevangenentransport, met ongeveer 720 Poolse politieke gevangenen uit Tarnów, komt aan bij het concentratiekamp Auschwitz.
  - 1982 - Einde van de Falklandoorlog.
  - 1994 - De Tutsirebellen van het RPF en de Rwandese interim-regering die geheel uit Hutu's bestaat, komen in Tunis een staakt-het-vuren overeen.
- Politiek
  - 1841 - Oprichting van het eerste parlement van Canada.
  - 1846 - Stichting van de republiek Californië.
  - 1949 - De naam Zuid-Vietnam wordt vervangen door de staat Vietnam, maar het land blijft een Frankrijk protectoraat.
  - 1985 - Ondertekening van de Verdragen van Schengen door de regeringsleiders van België, Nederland, Luxemburg, Duitsland en Frankrijk.
  - 1991 - President Didier Ratsiraka van Madagaskar wordt bij zijn terugkeer uit Frankrijk ontvangen met massale protestacties tegen zijn bewind en vóór meer democratie.
- Religie
  - 1966 - Het Vaticaan schaft de index van verboden boeken af.
- Sport
  - 1974 - De allereerste rode kaart in het voetbal wordt uitgereikt aan de Chileen Carlos Caszely op het WK.
  - 1987 - KV Mechelen wint voor de eerste keer in de clubgeschiedenis de Belgische voetbalbeker door in de finale met 1-0 te winnen van FC Luik.
  - 1988 - De Amerikaanse atleet Leroy Burrell verbetert het ruim 2½ jaar oude record op de 100 m sprint met 0,02 s en brengt het op 9,9 s.
  - 2005 - De Jamaicaanse atleet Asafa Powell verbetert het bijna 6 jaar oude record op de 100 m sprint met 0,01 s en brengt het op 9,77 s.
  - 2013 - Triatlete Rachel Klamer wint de Europese titel op de olympische afstand. De Nederlandse loopt in het Turkse Alanya na een machtige eindsprint naar de gouden medaille in een tijd van 1 uur en 55.43 minuten.
  - 2015 - De Franse tennisser Nicolas Mahut wint voor de tweede keer het ATP-toernooi van Rosmalen. Bij de dames wint de Italiaanse Camila Giorgi de Topshelf Open in Rosmalen en daarmee haar eerste WTA-titel.
  - 2016 - Het IJslands voetbalelftal debuteert bij een groot eindtoernooi. Tijdens het EK 2016 spelen ze in hun eerste wedstrijd 1-1 gelijk tegen Portugal met Cristiano Ronaldo, dat later het toernooi zal winnen.
- Wetenschap en technologie
  - 1699 - Thomas Savery demonstreert voor de Royal Society een door stoom aangedreven waterpomp.
  - 1822 - Charles Babbage presenteert zijn ontwerp voor een automatische rekenmachine.
  - 1834 - Isaac Fischer, Jr. verkrijgt vier patenten voor schuurpapier.
  - 1898 - Thomas Edison dient een stapeltje octrooiaanvragen in voor de droogkast, de fonograaf en de mixer.
  - 1914 - De Amerikaan Robert Goddard ontvangt patent op een ontwerp van een raket die vloeibare brandstof gebruikt.[4]
  - 1919 - Alcock en Brown vliegen als eersten non-stop over de Atlantische Oceaan.
  - 1963 - Lancering van de Vostok 5 met aan boord Valeri Bykovski.[5]
  - 2010 - Het Japanse ruimtevaartuig Hayabusa keert terug naar de Aarde na een missie van zeven jaar met als doel stalen te nemen van de planetoïde Itokawa.

## Geboren

Harriet Beecher Stowe
geboren in 1811

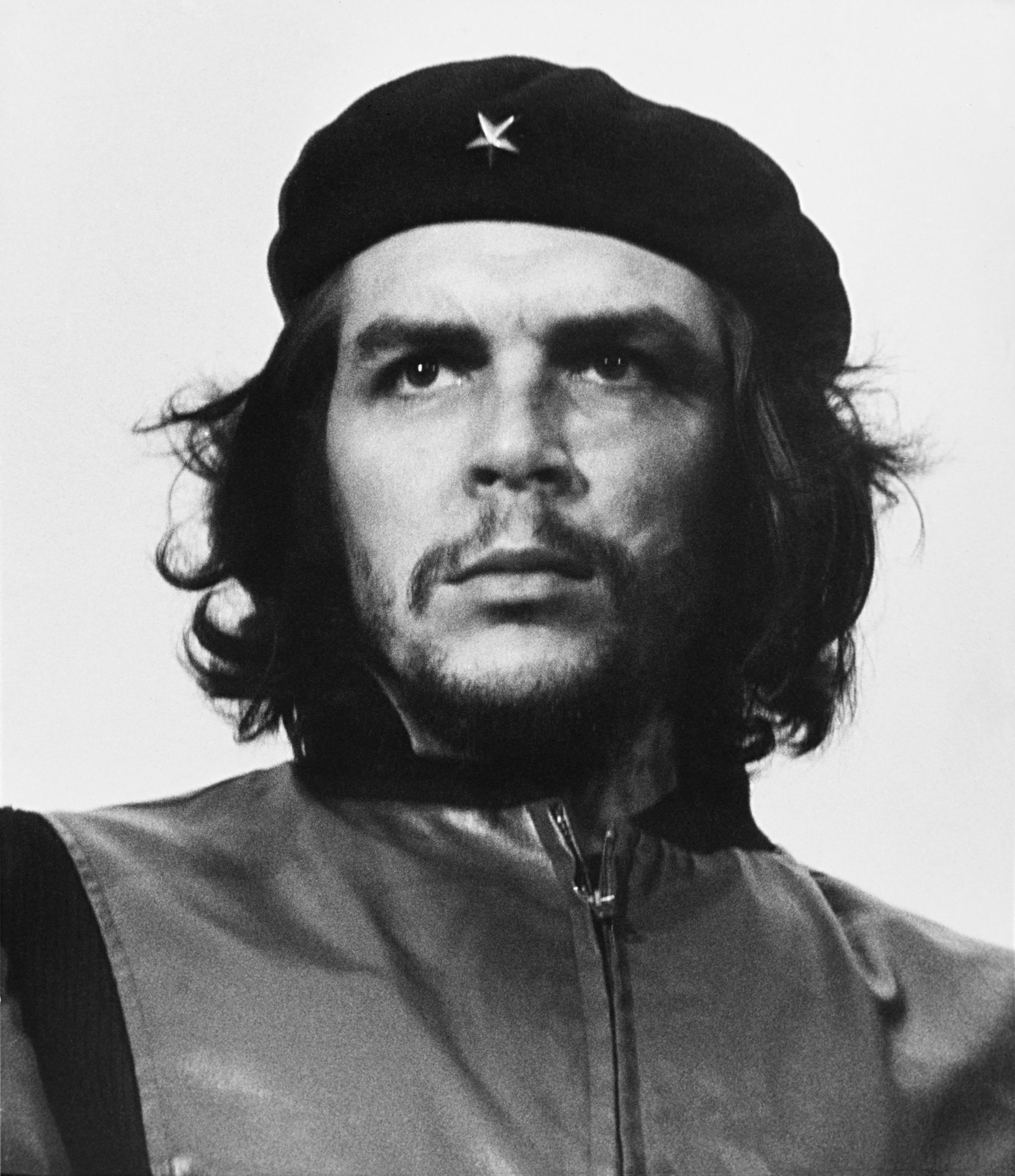
Che Guevara
geboren in 1928

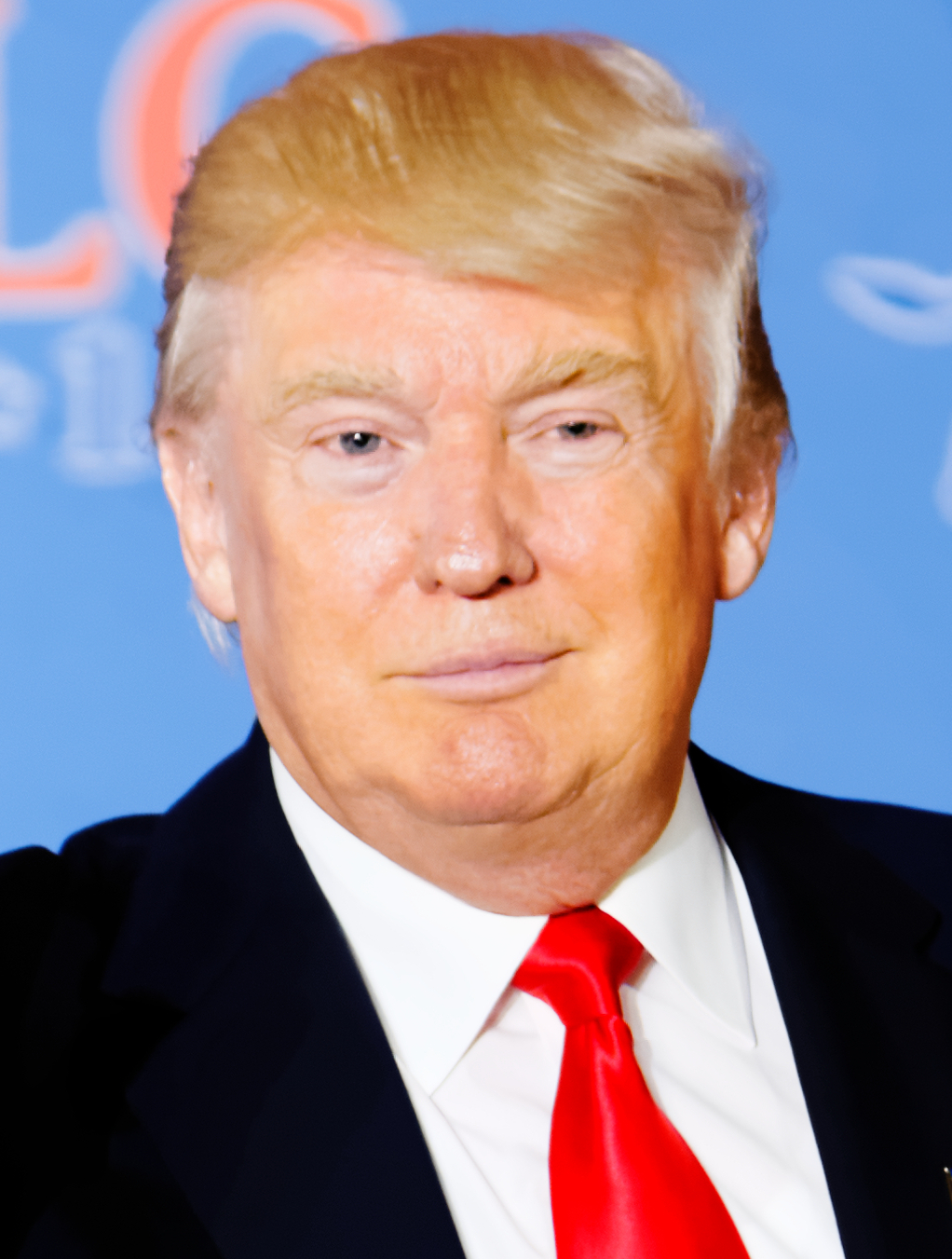
Donald Trump
geboren in 1946

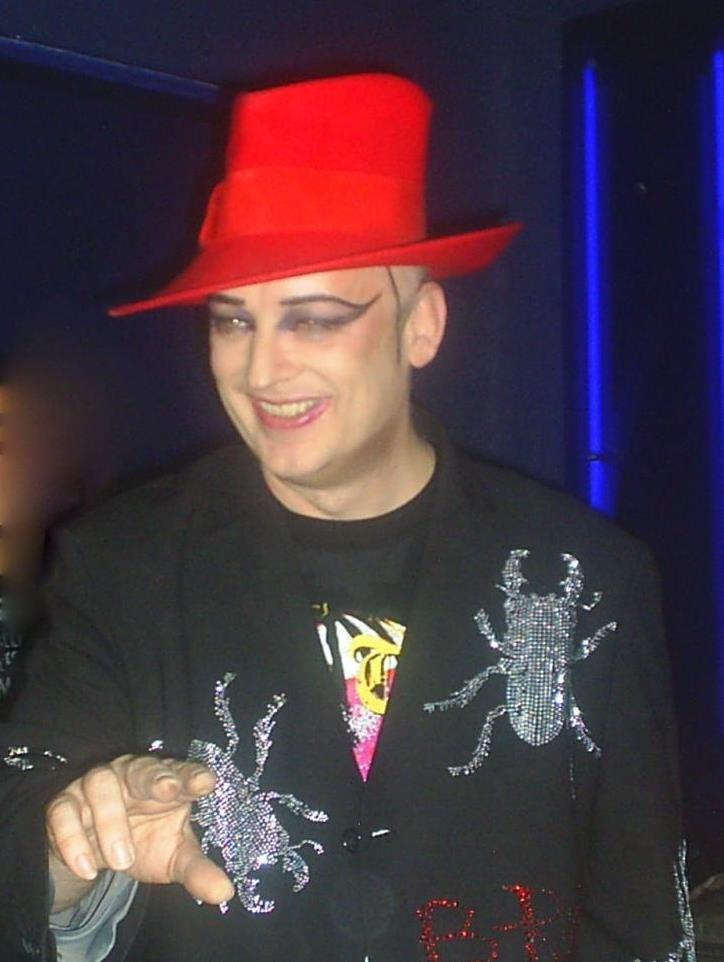
Boy George
geboren in 1961

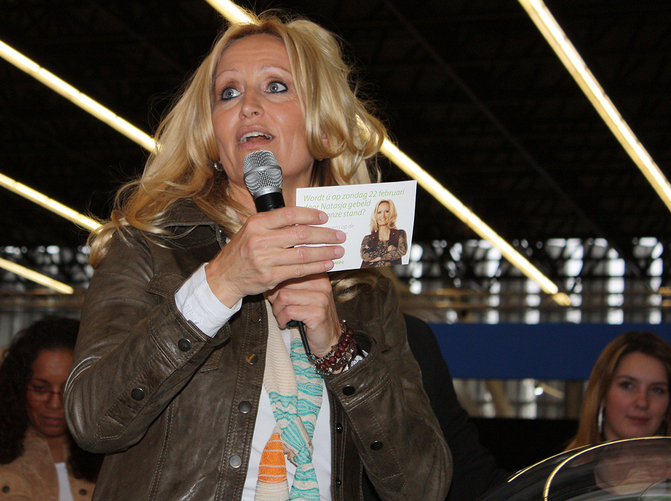
Natasja Froger
geboren in 1965

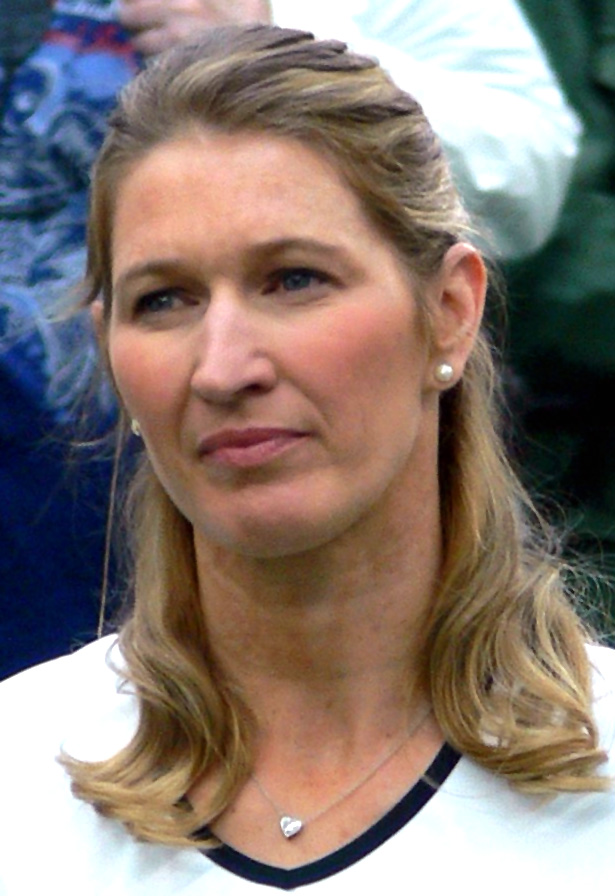
Steffi Graf
geboren in 1969

- 1736 - Charles-Augustin de Coulomb, Frans natuurkundige (overleden 1806)
- 1753 - Lodewijk I van Hessen-Darmstadt, Landgraaf en Groothertog van Hessen-Darmstadt (overleden 1830)
- 1780 - Henry Salt, Engels kunstenaar, diplomaat en egyptoloog (overleden 1827)
- 1798 - František Palacký, Tsjechisch politicus (overleden 1876)
- 1811 - Harriet Beecher Stowe, Amerikaans schrijfster (overleden 1896)
- 1816 - Priscilla Tyler, Amerikaans first lady (overleden 1889)
- 1817 - Friedrich Otto Gustav Quedenfeldt, Duits entomoloog (overleden 1891)
- 1832 - Nicolaus Otto, Duits uitvinder (overleden 1881)
- 1834 - Emil Stang, Noors politicus (overleden 1912)
- 1856 - Hubert de Blanck, Nederlands-Cubaans pianist, componist en pedagoog (overleden 1932)
- 1864 - Alois Alzheimer, Duits neuropatholoog en psychiater (overleden 1915)
- 1868 - Karl Landsteiner, Oostenrijks wetenschapper, arts en ontdekker van de bloedgroepen (overleden 1943)
- 1869 - Edgar Chadwick, Engels voetballer en trainer (overleden 1942)
- 1870 - Sophie van Pruisen, Grieks koningin (overleden 1932)
- 1877 - Albert Renard, Belgisch journalist en politicus (overleden 1961)
- 1890 - Basilio Sarmiento, Filipijns dichter (overleden 1970)
- 1890 - Bror Wiberg, Fins voetballer (overleden 1935)
- 1902 - Léon-Eli Troclet, Belgisch politicus en minister (overleden 1980)
- 1904 - Margaret Bourke-White, Amerikaans fotograaf (overleden 1971)
- 1907 - Raffaele Costantino, Italiaans voetballer en voetbalcoach (overleden 1991)
- 1909 - Olle Bexell, Zweeds atleet (overleden 2003)
- 1911 - Frans Van der Steen, Belgisch atleet (overleden 1996)
- 1913 - Henry Banks, Amerikaans autocoureur (overleden 1994)
- 1914 - Gisèle Casadesus, Frans actrice (overleden 2017)
- 1915 - Nicolaas Cortlever, Nederlands schaker (overleden 1995)
- 1916 - Piet Metman, Nederlands zwemmer (overleden 1990)
- 1919 - Sam Wanamaker, Amerikaans acteur en regisseur (overleden 1993)
- 1919 - Willy Berg, Nederlands vertaalster en filmcritica (overleden 2004)
- 1921 - Yasuhiro Ishimoto, Japans-Amerikaans fotograaf (overleden 2012)
- 1925 - Jean-Louis Rosier, Frans autocoureur (overleden 2011)
- 1926 - Ivan Moscovich, Joegoslavisch bedenker van raadsels en puzzels (overleden 2023)
- 1927 - Pedro Aguilar, Puerto Ricaans danser (overleden 2009)
- 1928 - Robert Brout, Belgisch natuurkundige (overleden 2011)
- 1928 - Che Guevara, Argentijns-Cubaans revolutionair (overleden 1967)
- 1929 - Sjoerd Royer, Nederlands rechtsgeleerde; president van de Hoge Raad der Nederlanden (overleden 2019)
- 1930 - Edward Mallory, Amerikaans acteur (overleden 2007)
- 1931 - Marla Gibbs, Amerikaans actrice en comédienne
- 1932 - Joe Arpaio, Amerikaans sheriff van Arizona
- 1932 - Henri Schwery, Zwitsers kardinaal (overleden 2021)
- 1933 - Jerzy Kosinski, Pools-Amerikaans schrijver (overleden 1991)
- 1934 - Mieke Telkamp, Nederlands zangeres (overleden 2016)
- 1935 - Vivian Gornick, Amerikaans feministisch schrijfster
- 1937 - Chuck Berghofer, Amerikaans jazzbassist
- 1937 - Burton Greene, Amerikaans jazzpianist (overleden 2021)
- 1938 - Ewald Kooiman, Nederlands organist (overleden 2009)
- 1939 - Roger Bolders, Belgisch acteur
- 1939 - Steny Hoyer, Amerikaans politicus
- 1939 - Peter Mayle, Engels schrijver (overleden 2018)
- 1940 - Helena van der Kraan, Tsjechisch-Nederlands fotografe en kunstenares (overleden 2020)
- 1941 - Inge Danielsson, Zweeds voetballer (overleden 2021)
- 1941 - Hank Onrust, Nederlands filmregisseur en televisieproducent (overleden 2024)
- 1943 - Piet Keizer, Nederlands voetballer (overleden 2017)
- 1943 - John Miles, Brits autocoureur (overleden 2018)
- 1944 - Jordi Bernet, Spaans striptekenaar
- 1945 - Alfred Worm, Oostenrijks journalist (overleden 2007)
- 1946 - Allard Schröder, Nederlands schrijver
- 1946 - Donald Trump, zakenman en president van de Verenigde Staten van Amerika
- 1947 - Wim Hogenkamp, Nederlands acteur, zanger en tekstschrijver (overleden 1989)
- 1949 - Carlos Abascal, Mexicaans politicus (overleden 2008)
- 1949 - Thomas Graftdijk, Nederlands schrijver, dichter en vertaler (overleden 1992)
- 1949 - Bořek Šípek, Tsjechisch architect en ontwerper (overleden 2016)
- 1949 - Harry Turtledove, Amerikaans sciencefictionschrijver
- 1949 - Papa Wemba, Congolees zanger (overleden 2016)
- 1949 - Alan White, Brits drummer (overleden 2022)
- 1950 - Fred Hemmes sr., Nederlands tennisser
- 1950 - Rowan Williams, Anglicaans aartsbisschop van Canterbury
- 1951 - Netty van Hoorn, Nederlands regisseur en producent
- 1951 - Pentti Korhonen, Fins motorcoureur
- 1953 - Lieve Joris, Belgisch schrijfster
- 1954 - Manfred Herweh, Duits motorcoureur
- 1954 - Gianna Nannini, Italiaans zangeres
- 1954 - Will Patton, Amerikaans acteur
- 1955 - Catherine Panton-Lewis, Schots golfster
- 1957 - Maxi Jazz, Brits rapper; frontman van de dancegroep Faithless (overleden 2022)
- 1958 - Hendrik Jan van Beek, Nederlands fotograaf
- 1958 - Eric Heiden, Amerikaans schaatser
- 1958 - Mitta Van der Maat, Belgisch zangeres, regisseuse en actrice
- 1958 - Roel van Oosten, Nederlands componist
- 1958 - Olaf Scholz, Duits politicus
- 1960 - Jerko Tipurić, Kroatisch voetballer en voetbaltrainer
- 1961 - Boy George, Engels zanger
- 1964 - Jos Martens, Belgisch atleet
- 1965 - Natasja Froger, Nederlands tv-presentatrice
- 1965 - Eva Lind, Oostenrijks sopraan en televisiepresentatrice
- 1966 - Stefan Huber, Zwitsers voetbaldoelman
- 1966 - Byron Tenorio, Ecuadoraans voetballer
- 1966 - Otti Van der Werf, Belgisch bassist
- 1967 - Ante Miše, Kroatisch voetballer
- 1967 - Liafbern Riemersma, Nederlands schaker
- 1968 - Yasmine Bleeth, Amerikaans actrice
- 1969 - Steffi Graf, Duits tennisster
- 1969 - Luc Holtz, Luxemburgs voetballer en voetbalcoach
- 1970 - Alex Boogers, Nederlands schrijver
- 1970 - Jacob Young, Noors (jazz)componist
- 1971 - Annelie Nilsson, Zweeds voetbalster
- 1971 - Ann Vansteenkiste, Belgisch politica
- 1974 - Jeroen Kijk in de Vegte, Nederlands radio- en televisiepresentator
- 1976 - Massimo Oddo, Italiaans voetballer
- 1977 - Sidney Lammens, Belgisch voetballer
- 1978 - Iryna Chljoestava, Wit-Russisch atlete
- 1978 - Giovanni Vescovi, Braziliaans schaker
- 1979 - Emma Byrne, Iers voetbalster
- 1979 - Edwin van Calker, Nederlands bobsleeër
- 1979 - Paradorn Srichaphan, Thais tennisser
- 1980 - Jurjen Gofers, Nederlands radio-dj
- 1981 - Elano Blumer, Braziliaans voetballer
- 1982 - Jamie Green, Brits autocoureur
- 1982 - Lang Lang, Chinees pianist
- 1983 - Trevor Barry, Bahamaans atleet
- 1983 - Wendy Jans, Belgisch snookerspeelster
- 1984 - Mathias Ranégie, Zweeds voetballer
- 1984 - Saul Weigopwa, Nigeriaans atleet
- 1987 - Ana Romero, Spaans voetbalster
- 1988 - Nele Armée, Belgisch langebaanschaatsster
- 1988 - Levi van Kempen, Nederlands acteur
- 1989 - Glenn O'Shea, Australisch wielrenner
- 1990 - Jeroen Mul, Nederlands autocoureur
- 1991 - Erick Barrondo, Guatemalteeks atleet
- 1991 - Dieumerci Ndongala, Congolees voetballer
- 1993 - Eline de Zeeuw, Nederlands presentatrice en verslaggeefster
- 1996 - Katharina Hennig, Duits langlaufster
- 1998 - Greta Marturano, Italiaans wielrenster
- 1999 - Attila Tassi, Hongaars autocoureur
- 2000 - Thomas Buitink, Nederlands voetballer
- 2001 - Spencer Jones, Amerikaans basketballer
- 2001 - Rosey Metz, Nederlands zwemster
- 2004 - Chloe Chambers, Amerikaans autocoureur

## Overleden

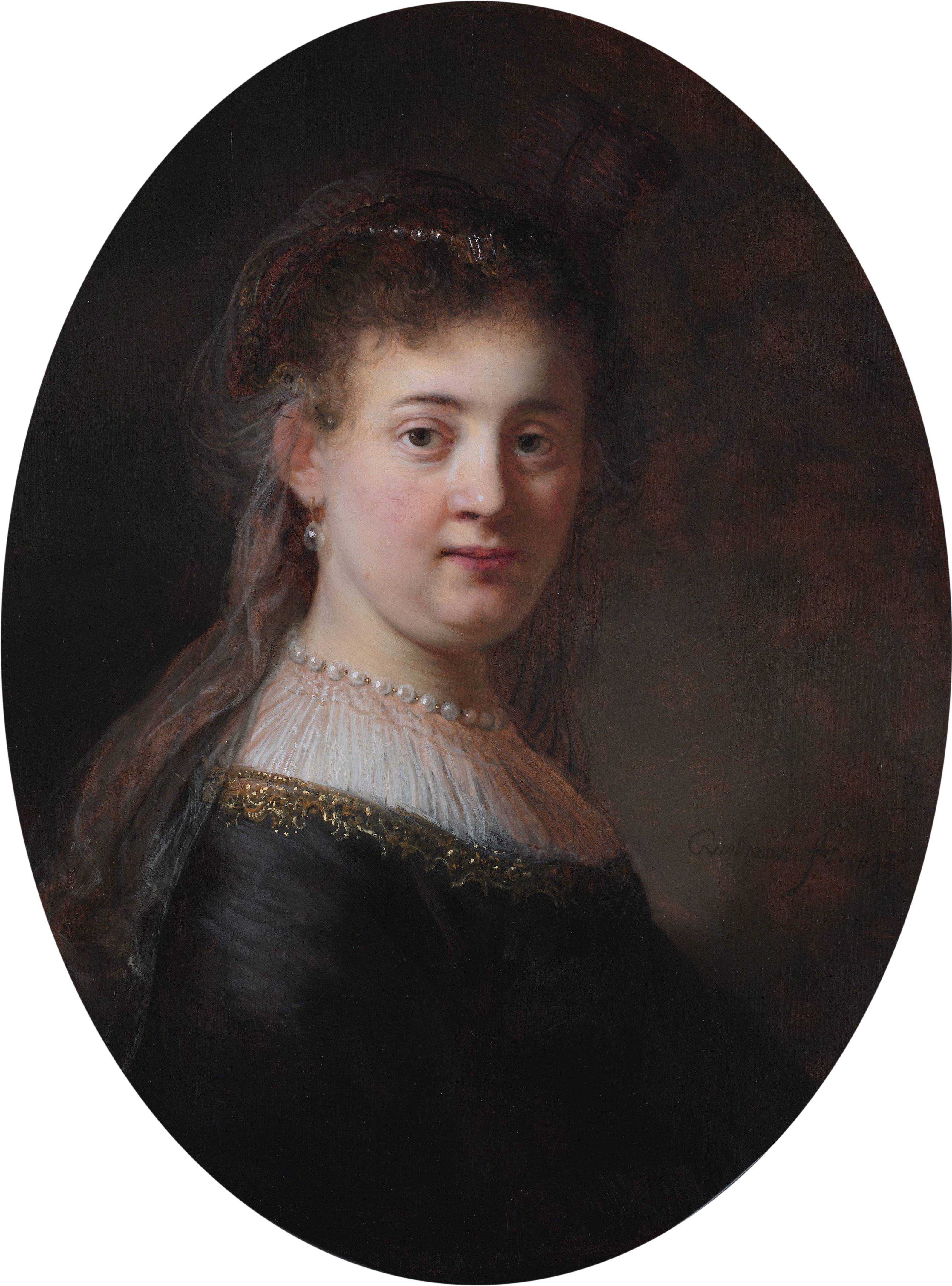
Saskia Uylenburgh
overleden in 1642

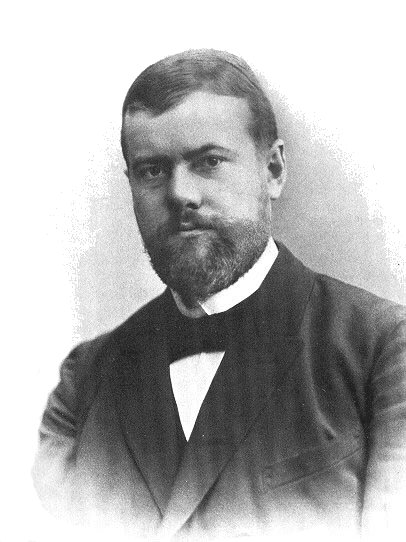
Max Weber
overleden in 1920

- 1497 - Giovanni Borgia (23), zoon van paus Alexander VI
- 1594 - Orlando di Lasso (62), Habsburgs-Nederlands componist
- 1642 - Saskia Uylenburgh (29), Nederlands echtgenote van schilder Rembrandt van Rijn
- 1698 - Gerrit Berckheyde (60), Nederlands kunstschilder
- 1883 - Edward FitzGerald (74), Engels schrijver en vertaler
- 1907 - Adolf Daens (67), Belgisch priester en volksvertegenwoordiger
- 1920 - Max Weber (56), Duits econoom, geschiedkundige, rechtsgeleerde en socioloog
- 1923 - Aleksandar Stambolijski (44), Bulgaars politicus
- 1926 - Mary Cassatt (82), Amerikaans kunstschilder
- 1927 - Ottavio Bottecchia (32), Italiaans wielrenner
- 1927 - Jerome K. Jerome (68), Engels schrijver
- 1928 - Emmeline Pankhurst (69), Brits activiste (een van de oprichters van de Britse suffragettebeweging)
- 1939 - George Arnold Escher (96), Brits waterbouwkundig ingenieur
- 1939 - Petrus Voogd (65), Nederlands sociaaldemocraat
- 1957 - Nico Bouvy (65), Nederlands voetballer
- 1958 - George Fonder (40), Amerikaans autocoureur
- 1961 - Antoon Derkzen van Angeren (83), Nederlands etser, graficus en kunstschilder
- 1962 - Johannes Philippus Suijling (92), Nederlands jurist
- 1964 - Ko Arnoldi (81), Nederlands acteur
- 1967 - Eddie Eagan (70), Amerikaans bokser en bobsleeër
- 1971 - Carlos Garcia (74), president van de Filipijnen
- 1972 - Edmund Wilson (77), Amerikaans schrijver
- 1973 - Maarten de Niet (79), Nederlands jurist en bestuurder in Suriname
- 1975 - Pablo Antonio (74), Filipijns architect
- 1984 - Juhani Järvinen (49), Fins schaatser
- 1986 - Jaap Boot (83), Nederlands atleet
- 1986 - Jorge Luis Borges (86), Argentijns schrijver
- 1989 - Jan van Dorp (55), Nederlands politiefunctionaris
- 1994 - Pim van der Harst (77), Nederlands politicus
- 1994 - Henry Mancini (70), Amerikaans filmcomponist
- 1995 - Rory Gallagher (47), Iers bluesgitarist
- 1995 - Bobby Grim (70), Amerikaans autocoureur
- 1995 - Roger Zelazny (58), Amerikaans sciencefictionschrijver
- 1999 - Ernst van Altena (65), Nederlands dichter, schrijver en vertaler
- 2004 - Ulrich Inderbinen (103), Zwitsers berggids
- 2005 - Heinz Bechert (72), Duits Indiakundige en boeddholoog
- 2005 - Tom Degenaars (83), Nederlands ingenieur en geestelijke
- 2005 - Carlo Maria Giulini (91), Italiaans dirigent
- 2005 - Cornelis Verhagen (90), Nederlands natuurkundig ingenieur, hoogleraar en rector magnificus
- 2006 - Bert Klunder (49), Nederlands cabaretier, regisseur en columnist
- 2006 - Jean Roba (75), Belgisch stripauteur
- 2007 - Wim Gerlach (71), Nederlands bokser
- 2007 - Kurt Waldheim (88), Oostenrijks diplomaat en politicus
- 2008 - Maria Brughmans (66), Belgisch politica
- 2008 - Kees Fens (78), Nederlands literatuurcriticus, essayist en letterkundige
- 2008 - Guy Minsart (60), Belgisch wielrenner
- 2008 - Piero Pradenas (21), Belgisch volleyballer
- 2008 - Emilio O. Rabasa (83), Mexicaans politicus, diplomaat en rechtsgeleerde
- 2009 - Carl Ebbe Andersen (80), Deens roeier
- 2009 - Ivan Della Mea (68), Italiaans zanger en schrijver
- 2009 - Adamou Moumouni Djermakoye (70), Nigerees politicus
- 2009 - Yves-Marie Maurin (65), Frans acteur
- 2010 - Leonid Kizim (68), Russisch ruimtevaarder
- 2012 - Yvette Wilson (48), Amerikaans actrice
- 2014 - Alex Chandre de Oliveira (36), Braziliaans voetballer
- 2014 - Sam Kelly (70), Brits acteur
- 2015 - Zito (82), Braziliaans voetballer
- 2015 - Miep van Riessen (70), Nederlands kunstenaar
- 2016 - Ann Morgan Guilbert (87), Amerikaans actrice
- 2016 - Ali Lazrak (68), Nederlands politicus
- 2017 - Robert Gonsalves (57), Canadees kunstschilder
- 2017 - Hein Verbruggen (75), Nederlands sportbestuurder
- 2019 - Mahfoudh Romdhani (72), Belgisch parlementariër
- 2019 - Jacques Tonnaer (87), Nederlands politicus
- 2020 - Elsa Joubert (97), Zuid-Afrikaans journalist en schrijfster
- 2020 - Helena van der Kraan (80), Nederlands fotografe en kunstenares
- 2020 - Milo Sarens (82), Belgisch bokser
- 2020 - Sushant Singh Rajput (34), Indiaas acteur
- 2020 - Keith Tippett (72), Brits jazzpianist en -componist
- 2021 - Lisa Banes (65), Amerikaans actrice
- 2021 - Enrique Bolaños (93), president van Nicaragua
- 2021 - Markis Kido (36), Indonesisch badmintonner
- 2021 - Nikita Mandryka (80), Frans stripauteur en journalist
- 2021 - Horst Rittner (90), Duits schaker
- 2022 - Joel Whitburn (82), Amerikaans schrijver en musicoloog
- 2022 - Abraham Yehoshua (85), Israëlisch schrijver
- 2023 - Edgar Kesteloot (100), Belgisch wetenschapper en natuurbeschermer
- 2023 - Jordi Porta i Ribalta (86), Spaans filosoof en cultureel activist
- 2024 - Frank Cameron (87), Surinaams cultuur- en welzijnswerker
- 2025 - Violeta Barrios de Chamorro (95), Nicaraguaans politica; president (1990-1997)
- 2025 - Reinier Lucassen (86), Nederlands kunstenaar
- 2025 - Henk van Os (87), Nederlands kunsthistoricus, hoogleraar en museumdirecteur
- 2025 - Jan Veerman (76), Nederlands zanger

## Viering/herdenking
- Rooms-katholieke kalender:
  - Heilige Eliseüs
  - Heilige Lidwina (van Schiedam) († 1433) - Feest (in Nederland)
  - Heilige Anastasius, Digna, Fandila en Felix van Cordova († 853)
  - Heilige Methodius van Constantinople († 847)
  - Heilige Valerius en Rufinus van Soissons († c. 287)
  - Zalige Hartwig (van Salzburg) († 1023)
- Romeinse Rijk - de achtste dag van de Vestalia ter ere van Vesta

## Weerextremen

### Nederland
| | Officiële records | Officiële records | Officiële records |      | Landelijke records | Landelijke records | Landelijke records |
| Gebeurtenis | Jaar              | Extreem           | Locatie           | Jaar | Extreem            | Locatie            |                    |
| --- | ----------------- | ----------------- | ----------------- | ---- | ------------------ | ------------------ | ------------------ |
| Laagste etmaalgemiddelde temperatuur (°C) | 1985              | 9,1               | De Bilt           |      | 1985               | 8,5                | Deelen             |
| Hoogste etmaalgemiddelde temperatuur (°C) | 1948, 1980        | 21,6              | De Bilt           |      | 1948               | 23,6               | Maastricht         |
| Laagste minimumtemperatuur (°C) | 1911              | 2,0               | De Bilt           |      | 1939               | 0,5                | Eelde              |
| Hoogste minimumtemperatuur (°C) | 1980              | 15,9              | De Bilt           |      | 2023               | 17,6               | Vlissingen         |
| Laagste maximumtemperatuur (°C) | 1985              | 12,8              | De Bilt           |      | 1923               | 10,7               | De Kooy            |
| Hoogste maximumtemperatuur (°C) | 1948              | 30,2              | De Bilt           |      | 1980               | 31,7               | Eelde              |
| Hoogste uurgemiddelde windsnelheid (m/s) | 1928              | 11,8              | De Bilt           |      | 1979               | 18,5               | Hoek van Holland   |
| Hoogste windstoot (m/s) | 1955              | 18,0              | De Bilt           |      | 2007               | 28,0               | Hoogeveen          |
| Langste zonneschijnduur (uur) | 2023              | 15,3              | De Bilt           |      | 1957               | 15,8               | De Kooy            |
| Langste neerslagduur (uur) | 1963              | 14,9              | De Bilt           |      | 1995               | 20,4               | Leeuwarden         |
| Hoogste etmaalsom van de neerslag (mm) | 1931              | 27,2              | De Bilt           |      | 2007               | 55,6               | Hoogeveen          |
| Laagste etmaalgemiddelde relatieve vochtigheid (%) | 1920              | 44                | De Bilt           |      | 1948               | 39                 | Maastricht         |
| Laagste uurwaarde luchtdruk op zeeniveau (hPa) | 2016              | 997,1             | De Bilt           |      | 2016               | 996,6              | De Kooy            |
| Hoogste uurwaarde luchtdruk op zeeniveau (hPa) | 1959              | 1036,3            | De Bilt           |      | 1959               | 1036,9             | De Kooy            |
| Officiële records worden altijd gemeten op het KNMI-weerstation in De Bilt. Landelijke records kunnen worden gemeten op elk officieel KNMI-weerstation in Nederland. |                   |                   |                   |      |                    |                    |                    |

Uitzonderlijke gebeurtenissen
- 1951 - Eerste officiële zomerse dag van het jaar (maximumtemperatuur ≥ 25 °C in De Bilt)
- 1957 - Eerste officiële zomerse dag van het jaar (maximumtemperatuur ≥ 25 °C in De Bilt)
- 1962 - Eerste officiële zomerse dag van het jaar (maximumtemperatuur ≥ 25 °C in De Bilt)
- 1974 - Eerste officiële zomerse dag van het jaar (maximumtemperatuur ≥ 25 °C in De Bilt)
- 2023 - Officieel langste zonneschijnduur in uren van het jaar gemeten in De Bilt: 15,3 (voorlopig). Samen met 10, 11, 13, 16 en 25 juni
- 2023 - Landelijk langste zonneschijnduur in uren van het jaar gemeten in De Kooy en Hoorn Terschelling: 15,7 (voorlopig). Samen met 15, 16 en 25 juni
- 2023 - Officieel langste zonneschijnduur in uren van juni dit jaar gemeten in De Bilt: 15,3. Samen met 10, 11, 13, 16 en 25 juni
- 2023 - Landelijk langste zonneschijnduur in uren van juni dit jaar gemeten in De Kooy en Hoorn Terschelling: 15,7. Samen met 15, 16 en 25 juni

### België
Dagrecords
- 1841 - Laagste etmaalgemiddelde temperatuur 8,4 °C
- 1858 - Hoogste etmaalgemiddelde temperatuur 23,4 °C
- 1939 - Laagste minimumtemperatuur 2,7 °C
- 1948 - Hoogste maximumtemperatuur 30,2 °C
- 1963 - Hoogste etmaalsom van de neerslag 60,4 mm

Uitzonderlijke gebeurtenissen
- 1914 - 106 mm neerslag in 3 uur in Langemark, nabij Ieper.
- 1963 - 88 mm neerslag in Schaarbeek.

<< · 1 · 2 · 3 · 4 · 5 · 6 · 7 · 8 · 9 · 10 · 11 · 12 · 13 · 14 · 15 · 16 · 17 · 18 · 19 · 20 · 21 · 22 · 23 · 24 · 25 · 26 · 27 · 28 · 29 · 30 · >>